# Chapelle-à-Wattines
Chapelle-à-Wattines is een dorp in de Belgische provincie Henegouwen, en een deelgemeente van de Waalse stad Leuze-en-Hainaut.
Chapelle-à-Wattines was een zelfstandige gemeente, tot die bij de gemeentelijke herindeling van 1977 toegevoegd werd aan de gemeente Leuze-en-Hainaut.

## Bezienswaardigheden
- De Onze-Lieve-Vrouwekerk (Église de la Sainte-Vierge) is een neoclassicistisch bouwwerk van 1840, uitgevoerd in baksteen.

## Natuur en landschap
Chapelle-à-Wattines ligt aan de Westelijke Dender en aan de zuidrand van het Pays des Collines. De hoogte bedraagt 46 meter.

## Demografische ontwikkeling
- Bronnen:NIS, Opm:1831 tot en met 1970=volkstellingen, 1976= inwoneraantal op 31 december

## Nabijgelegen kernen
Leuze-en-Hainaut, Chapelle-à-Oie, Ligne, Houtaing